# Casa Punyed
La Casa Punyed és una casa modernista de Reus (Baix Camp) protegida com a bé cultural d'interès local i projectada per l'arquitecte Pere Caselles. L'encàrrec el van fer els germans Iglesias Òdena -grafiat com a Yglesias-, propietaris de la «Manufacturera de Algodón», una important fàbrica de filatures i teixits de cotó popularment coneguda amb el nom de Vapor Vell, i s'enllestí el 1902. És coneguda popularment com la Casa Punyed, per la farmàcia d'aquest nom que n'ocupava els baixos, que l'any 1908 hi va instal·lar Artur Punyed Lloberas (1880-1952).

## Descripció
És un edifici d'habitatges entre mitgeres de planta baixa i tres pisos, que dona a dos carrers, el de Llovera i el de l'Amargura. La façana principal és al carrer de Llovera. En aquesta casa destaca el caire neogoticista present tant als elements arquitectònics com als ornamentals. A la planta baixa hi ha tres obertures d'arc mixtilini amb ziga-zaga i decoració a base de motllures i motius vegetals als brancals, tot construït amb material petri que contrasta amb l'obra vista del cos superior. L'escala de veïns conserva la porta original, de doble batent, decorada amb motius vegetals, obra de l'ebenista Enric Oliva, col·laborador de l'arquitecte Pere Caselles, a qui s'atribueix la casa, encara que els plànols van signats per Pau Monguió.
El neogoticisme és fa evident a la balconada del primer pis, de pedra treballada, als arcs conopials i flamígers, a les traceries, a les formes trevolades dels ampits i a la representació de les quatre barres catalanes en els espiralls de l'última planta.

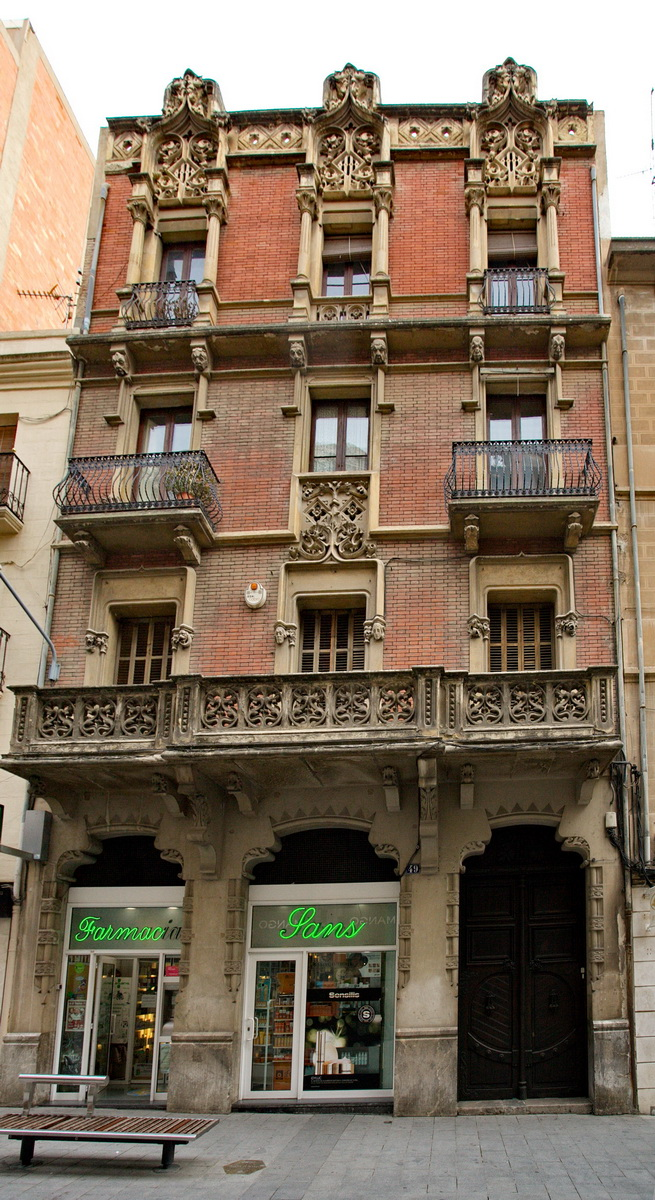
Casa Punyed

Un tret que caracteritza aquest edifici és la presència d'una sèrie de rostres humans i de cares grotesques als trencaaigües del primer pis. A les mènsules del tercer pis apareixen fesomies masculines on hi reconeixem un rei cristià, un àrab i un xinès, entre d'altres.
A la planta principal hi ha un ampli balcó corregut, recolzat sobre vuit grans mènsules, amb una barana de pedra treballada com si es tractés d'una traceria d'un edifici gòtic. El trencaaigües de la porta central d'aquest balcó està coronat per un relleu de formes vegetals.